# Christoph Sandmann
Christoph Sandmann (* 24. Mai 1967) ist ein deutscher Fahrsportler und mehrfacher Weltmeister im Vierspännerfahren in der kombinierten Wertung.
Sandmann ist sowohl national als auch international sehr erfolgreich. 1994 wurde er in Riesenbeck zum ersten Mal mit der Mannschaft Weltmeister im Vierspänner-Fahren. 1994 wurde er in Den Haag und 2006 bei den Weltreiterspielen in Aachen mit der Mannschaft erneut Weltmeister im Vierspänner-Fahren. 2012 und 2014 wurde er mit der Mannschaft Vizeweltmeister.
2017 erreichte er Silber mit der deutschen Equipe und Bronze im Einzelwettbewerb bei Vierspänner-Europameisterschaft in Göteborg.
Zu seinem Team gehören Adolf „Arno“ Fischer, Jutta Fischer, Jana Batterink und Anna Sandmann. Sandmann bevorzugt KWPN-Pferde vom Schlag Tuigpaard.

## Leben
Christoph Sandmann wurde am 24. Mai 1967 als Sohn von Johannes Sandmann geboren. Er ist mit Karin Sandmann verheiratet. Das Paar in lebt in Lähden und hat drei Kinder, Anna, Jan und Paula.  Ihre älteste Tochter Anna Sandmann (* 14. September 1995) ist eine erfolgreiche Zwei- und Vierspänner-Fahrerin.
Sandmann ist Unternehmer und besitzt eine große Spedition im Emsland.

## Erfolge
Deutsche Meisterschaften
1990 – Vierspänner kombinierte Wertung, 2. Platz
1991 – Vierspänner kombinierte Wertung, 2. Platz
1992 – Vierspänner kombinierte Wertung, 2. Platz
1993 – Vierspänner kombinierte Wertung, 3. Platz
1994 – Vierspänner kombinierte Wertung, 2. Platz
1996 – Vierspänner kombinierte Wertung, 3. Platz
1999 – Vierspänner kombinierte Wertung, 1. Platz
2000 – Vierspänner kombinierte Wertung, 1. Platz
2001 – Vierspänner kombinierte Wertung, 2. Platz
2002 – Vierspänner kombinierte Wertung, 2. Platz
2003 – Vierspänner kombinierte Wertung, 2. Platz
2006 – Vierspänner kombinierte Wertung, 3. Platz
2007 – Vierspänner kombinierte Wertung, 1. Platz
2009 – Riesenbeck, Vierspänner kombinierte Wertung, 1. Platz
2010 – Lähden, Vierspänner kombinierte Wertung, 1. Platz
2012 – Lähden, Vierspänner kombinierte Wertung, 1. Platz
2013 – Donaueschingen, Vierspänner kombinierte Wertung, 1. Platz
2014 – Riesenbeck, Vierspänner kombinierte Wertung, 2. Platz
2016 – Lähden, Vierspänner kombinierte Wertung, 3. Platz
FEI-Weltcup Vierspännerfahren
2001/02 – 3. Platz (Rangliste, kein Finale)
2002/03 – 3. Platz (Rangliste, kein Finale)
2003/04 – 3. Platz (Rangliste, kein Finale)
2006/07 – 3. Platz beim Weltcupfinale in Göteborg
2007/08 – 1. Platz beim Weltcupfinale in Leipzig
2014/15 – 2. Platz beim Weltcupfinale in Bordeaux
Europameisterschaften
2001 – Breda, Vierspänner kombinierte Wertung, 3. Platz, Mannschaft
2015 – Aachen, Vierspänner kombinierte Wertung, 2. Platz mit der Mannschaft und 5. Platz im Einzel
2017 – Göteborg, Vierspänner kombinierte Wertung, 2. Platz mit der Mannschaft und 3. Platz im Einzel
2019 – Donaueschingen, Vierspänner kombinierte Wertung, 7. Platz im Einzel
Weltmeisterschaften
1992 – Riesenbeck, Vierspänner kombinierte Wertung, 3. Platz im Einzel
1992 – Riesenbeck, Vierspänner kombinierte Wertung, 1. Platz, Mannschaft
1994 – Den Haag, Vierspänner kombinierte Wertung, 1. Platz, Mannschaft
1996 – Waregem, Vierspänner kombinierte Wertung, 2. Platz, Mannschaft
1998 – Rom, Vierspänner kombinierte Wertung, 2. Platz, Mannschaft
2002 – Jerez de la Frontera, Vierspänner kombinierte Wertung, 2. Platz im Einzel
2002 – Jerez de la Frontera, Vierspänner kombinierte Wertung, 3. Platz, Mannschaft
2006 – Aachen, Vierspänner kombinierte Wertung, 3. Platz im Einzel
2006 – Aachen, Vierspänner kombinierte Wertung, 1. Platz, Mannschaft
2008 – Beesd, Vierspänner kombinierte Wertung, 2. Platz, Mannschaft
2010 – Lexington, Vierspänner kombinierte Wertung, 3. Platz, Mannschaft
2012 – Riesenbeck, Vierspänner kombinierte Wertung, 2. Platz, Mannschaft
2014 – Caen, Vierspänner kombinierte Wertung, 2. Platz, Mannschaft
2016 – Breda, Vierspänner kombinierte Wertung, 3. Platz, Mannschaft
1994, 1998, 2002, 2006, 2010 und 2014 waren die Vierspänner-Weltmeisterschaften Teil der FEI Weltreiterspiele.

## Auszeichnungen
2002 wurde Christoph Sandmann von der Fédération Équestre Internationale (FEI) mit dem Top Driver Award ausgezeichnet. Außerdem wurde er 2008 mit dem Silbernen Lorbeerblatt ausgezeichnet.